# Elecciones municipales de Cuenca de 2004
Las elecciones municipales de Cuenca de 2004 hacen referencia al proceso electoral que se llevó a cabo el 17 de octubre de dicho año en la ciudad ecuatoriana de Cuenca.

## Candidatos a la Alcaldía

### ID - PSFA
Marcelo Cabrera fue prefecto del Azuay en los períodos 1996-2000 y 2000-2004 por la Democracia Popular (DP). Antes de la elección de 2004 se afilió a la Izquierda Democrática (ID) y se presentó como candidato a la Alcaldía en alianza con el PSFA. Cabrera es ingeniero civil y profesor en esta área en la Universidad de Cuenca.

### MCNC - MIAP - MUPP-NP
Fernando Cordero Cueva buscaba una nueva reelección luego de ganar las elecciones de Alcalde para los períodos 1996-2000 y 2000-2004. Fue candidato por su organización, Nueva Ciudad, en alianza con Acuerdo Progresista y el MUPP-NP. Es arquitecto especializado en Urbanismo y profesor de su área en la Universidad de Cuenca.

### Partido Social Cristiano
Oswaldo Román, empresario, exconcejal alterno de Cuenca y vinculado a la dirigencia deportiva, fue candidato a alcalde por el Partido Social Cristiano (PSC).

### Partido Sociedad Patriótica
Angélica García, militante del Partido Sociedad Patriótica (PSP), fue gerenta del Banco del Estado (BEDE) en el Azuay durante la presidencia de Lucio Gutiérrez (2003 al 2005). García es economista.

### Movimiento Por Cuenca
Susana González, expresidenta del Congreso Nacional y excandidata a la Alcaldía de Cuenca en 1992 por el PSC, formó el Movimiento Por Cuenca (MPC) para presentarse como candidata por segunda ocasión. Fue diputada ente 1994 y 2003 y fue elegida presidenta del Congreso Nacional en agosto de 2000, cargo en el que permaneció por 22 días antes de renunciar en medio de un conflicto político.

### MPD - Minga
Jaime Idrovo Urigüen, arqueólogo sin mayor experiencia en política, fue candidato por la alianza entre Movimiento Popular Democrático (MPD) y el movimiento Minga. Idrovo es investigador y catedrático.

### PRIAN
Humberto Pérez Jaramillo intentó por segunda ocasión llegar a la Alcaldía de Cuenca. La primera fue en el año 2000, cuando quedó en segundo lugar luego del reelegido Fernando Cordero. Pérez, candidato por el PRIAN, es un chofer profesional que se dedica a conducir un taxi y fue dirigente del Sindicato de Choferes Profesionales del Azuay.

## Resultados

### Alcaldía
| Lista    | Partido / Movimiento                                                                  | Candidato                | Votos  | %    |
| -------- | ------------------------------------------------------------------------------------- | ------------------------ | ------ | ---- |
| 12 17    | Izquierda Democrática Partido Socialista - Frente Amplio                              | Marcelo Cabrera Palacios | 99.109 | 53,1 |
| 44 43 18 | Movimiento Ciudadano Nueva Ciudad Movimiento Integrado Acuerdo Progresista Pachakutik | Fernando Cordero Cueva   | 58.415 | 31,3 |
| 6        | Partido Social Cristiano                                                              | Oswaldo Román            | 7.576  | 4,1  |
| 3        | Partido Sociedad Patriótica 21 de Enero                                               | Angélica García Verdugo  | 6.218  | 3,3  |
| 41       | Movimiento Independiente por Cuenca                                                   | Susana González Muñoz    | 5.885  | 3,2  |
| 15 45    | Movimiento Popular Democrático Movimiento Minga                                       | Jaime Idrovo Urigüen     | 5.776  | 3,1  |
| 7        | Partido Renovador Institucional Acción Nacional                                       | Humberto Pérez Jaramillo | 3.829  | 2,0  |

### Concejales
| Partido / Movimiento  | Concejal             |
| --------------------- | -------------------- |
| ID - PSFA             | Jorge Piedra Ledesma |
| ID - PSFA             | Eduardo Encalada     |
| ID - PSFA             | Mónica Piedra        |
| ID - PSFA             | Piedad Soto          |
| ID - PSFA             | Carlos Flores        |
| MCNC - MIAP - MUPP-NP | Gustavo Vega         |
| MCNC - MIAP - MUPP-NP | Flor María Salazar   |
| PSC                   | Antonio Álvarez      |

Fuente: